# Функція Тер-Антоняна

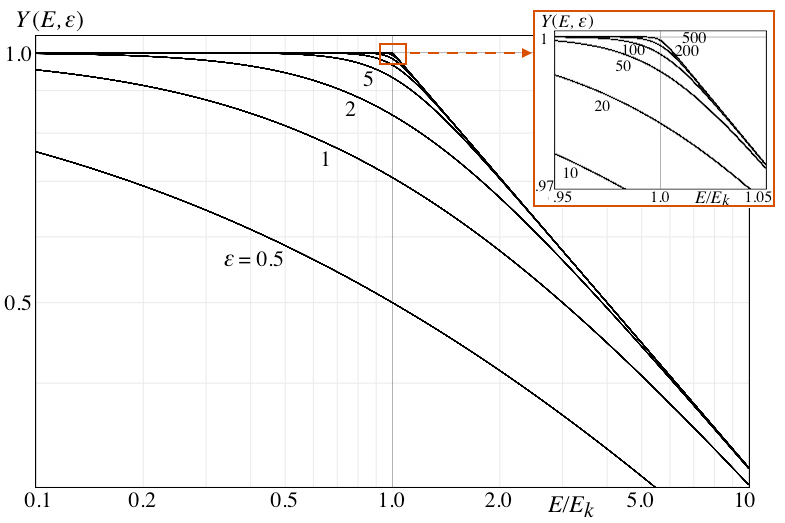
Приклад функції формування «коліна».

Функція Тер-Антоняна параметризує енергетичні спектри первинних космічних променів в області «коліна» ({\displaystyle 10^{15}-10^{17}} еВ) неперервно диференційованою функцією енергії {\displaystyle E} з урахуванням швидкості зміни спектрального нахилу. Функція виражається формулою:

| {\displaystyle {\frac {dF}{dE}}=\Phi E^{-\gamma _{1}}\left(1+\left({\frac {E}{E_{k}}}\right)^{\epsilon }\right)^{\frac {\gamma _{1}-\gamma _{2}}{\epsilon }}}, | \| \| \| \| \| \| \| \| | (1) |
| |                         |     |
| |                         |     |
де {\displaystyle \Phi } — коефіцієнт масштабу, {\displaystyle \gamma _{1}} і {\displaystyle \gamma _{2}} — нахили асимптот функції (або «спектральні нахили») у логарифмічному масштабі при {\displaystyle E\ll E_{k}} і {\displaystyle E\gg E_{k}} відповідно для даної енергії {\displaystyle E_{k}} (так звана енергія «коліна»). Швидкість зміни спектральних нахилів задається у функції (1) параметром «гостроти коліна», {\displaystyle \epsilon >0}. Функція (1) була запропонована в 1998 році на семінарі ANI'98 Самвелом Тер-Антоняном як для інтерполяції енергетичних спектрів первинних частинок космічних променів в діапазоні енергій 1—100 ПеВ, так і для пошуку параметризованих розв'язків оберненої задачі для реконструкції енергетичних спектрів первинних космічних променів. Функція (1) також використовується для інтерполяції спостережуваних спектрів великих повітряних злив в області «коліна».
Функцію (1) можна переписати так:
{\displaystyle {\frac {dF}{dE}}=\Phi E^{-\gamma _{1}}Y(E,\epsilon ,\Delta \gamma ),}
де {\displaystyle \Delta \gamma =\gamma _{2}-\gamma _{1}}, а
{\displaystyle Y(E,\epsilon ,\Delta \gamma )\equiv \left(1+\left({\frac {E}{E_{k}}}\right)^{\epsilon }\right)^{-{\frac {\Delta \gamma }{\epsilon }}}}
є функцією форми «коліна», що описує зміну спектрального нахилу. Приклади {\displaystyle Y(E,\epsilon ,\Delta \gamma =0.5)} для {\displaystyle \epsilon \equiv 0.5,1,2,\cdots 500} представлені на рисунку.
Швидкість зміни спектрального нахилу від {\displaystyle -\gamma _{1}} до {\displaystyle -\gamma _{2}} щодо енергії ({\displaystyle E}) виводиться з (1) диференціюванням:
{\displaystyle {\frac {df(E)}{dx}}=-\gamma _{1}-{\frac {\Delta \gamma }{1+(E_{k}/E)^{\epsilon }}}},
де
{\displaystyle f=\ln \left({\frac {dF}{dE}}\right)},
{\displaystyle x=\ln({\frac {E}{E_{k}}})},
і
{\displaystyle \left({\frac {df}{dx}}\right)_{E=E_{k}}=-{\frac {\gamma _{1}+\gamma _{2}}{2}}}
є спектральним нахилом при енергії «коліна», незалежним від гостроти.
Функція (1) збігається зі спектрами Б. Пітерса для {\displaystyle \epsilon =1} і асимптотично наближається до кусково-степеневого закону для {\displaystyle \epsilon \gg 1}:
{\displaystyle \left({\frac {dF}{dE}}\right)_{\epsilon =\infty }\propto \left({\frac {E}{E_{k}}}\right)^{-\gamma }},
де
{\displaystyle \gamma ={\begin{cases}\gamma _{1},&{\text{if }}E<E_{k}\\\gamma _{2},&{\text{if }}E>E_{k}.\end{cases}}}